# IX Simfonija (Brukner)
SIMFONIJA broj 9. d – moll, WAB 109, Antona Bruknera

## Opšte karakteristike
Brukner je svoju poslednju Devetu Simfoniju u d - molu, ostavio delimično nedovršenu. Neposredno pred svoju smrt, 11. oktobra 1896. godine, radio je na finalnom stavu i nije ga dovršio. Rad na njoj trajao je između 1891. i 1896. godine, do 1894. godine bila su dovršena sadšnja tri stava. Tako je u svojoj konačnoj verziji, Bruknerova Deveta obuhvatila rečena tri opsežna stava, ukupnog trajanja 1 sat i 3 minuta, pošto se uvidelo da ona svojom strukturom daju jednu zaokruženu celinu (slično Šubertovoj Nedovršenoj Simfoniji, koja je zapravo Šubertovo završeno delo. Sam se kompozitor u njoj opredelio samo za dva stava, a od trećeg, skerca je odustao). U podnaslovu stoji: Dragom Bogu posvećeno (Dem lieben Gott).

## Analiza dela
Prvi stav, opsežnih dimenzija, ali stroge klasične strukture, nosi oznaku Feierlich (Svečano). Na početku nastupa jedan duboki, zadržani, stravični orgelpunkt, koji se u Bruknerovom stilu pretače u sonatni oblik izrazito religijski po karakteru. Prva tema je svečani unisono celog orkestra, druga je tema pobožna i raspevana i predvode je violine, treća tema je jedna elegija. Ovaj materijal se zatim razrađuje, prelazi u konvencionalnu reprizu (koju uvodu početni orgelpunkt) i tipično Bruknerovsku, raskošnu završnu kodu. 
Drugi je stav kao i u Osmoj Simfoniji, Scherzo (Skerco), sa upečatljivim demonskim raspoloženjem i nemirnim skokovima u orkestru. Atmosfera nemira vlada i u središnjem triju sa oznakom Etwas ruhiger (nešto mirnije). 
Veoma je potresan treći stav, Adagio - Sehr breit (veoma široko), opet velikih dimenzija, kao i prvi stav. Počinju ga violine, na koje se nadovezuje labudova pesma truba i horni. Javljaju se i reminscencije na Sedmu i Osmu Simfoniju, a onda u spokojnom duru, prema završnici, Deveta dostojansveno zamire, pretvarajući se u religijski Amin.

## Jednamajstorova zamisao
Brukner je ipak predvideo da se, umesto finalnog stava, na koncertima sa Devetom Simfonijom, izvodi njegov Te deum što se ustalilo i u tradicionalnoj koncertnoj praksi.

## Izvođači
- Simfonijski Orkestar Filharmonije iz Sankt Peterburga, dirigent: Jevgenij Mravinski
- Simfonijski Orkestar Bavarskog Radija, dirigent: Eugen Johum
- Berlinska Filharmonija, dirigent: Eugen Johum
- Berlinska Filharmonija, dirigent: Herbert Fon Karajan
- Minhenska Filharmonija, dirigent: Serđu Čelibidake
- Beogradska Filharmonija, dirigent: Emil Tabakov
- Bečka Filharmonija, dirigent: Seidži Ozava
- Simfonijski Orkestar Ruskog Ministarstva Kulture, dirigent: Genadij Roždestvenski.